# 平成20年8月末豪雨
平成20年8月末豪雨（へいせいにじゅうねんはちがつまつごうう）は、2008年（平成20年）8月26日から8月31日にかけて、日本の紀伊半島から関東地方までの太平洋岸を中心に襲った豪雨災害（水害）。「平成20年8月末豪雨」という名称は、9月1日に気象庁が正式に命名した。

## 概要
2008年8月26日に前線を伴った低気圧が九州地方の南部に接近。これに伴って、翌27日にかけて西日本太平洋側を中心に南から暖かく湿った空気が流れ込んで大雨となった。この低気圧は28日から31日にかけて日本の南の海上を進み、本州付近に停滞していた前線に向かって南から非常に湿った空気が流れ込み、大気の状態が非常に不安定となった。この影響で、日本の広い範囲で短時間で非常に激しい雨が降った。
愛知県岡崎市では8月29日の1時から2時までの1時間の雨量が8月の観測史上1位を更新する146.5ミリに達したのをはじめ、1時間雨量の記録を更新した地点が21ヶ所を数えた。
期間降水量は、奈良県吉野郡上北山村の日出岳で475.0ミリを記録したほか、愛知県岡崎市でも447.5ミリを記録した。

## 被害
消防庁の発表（2009年5月22日・第12報）によれば、被害は、北海道から山口県までの1都1道25県で広範に及んだ。死者は愛知県の岡崎市と一宮市で計2人、負傷者は愛知県、埼玉県、千葉県、神奈川県で計7人。住家被害は全壊6棟、半壊7棟、一部損壊41棟のほか、床上浸水3,106棟、床下浸水19,354棟。都市部を直撃したため、浸水被害が非常に多かった。がけ崩れも221ヶ所で発生した。
積乱雲による激しい雷雨となっていたため、各所で停電が相次いだ。経済産業省の調べでは、それぞれの電気事業者管内で、東北電力で約18,300戸、東京電力で約18,300戸、中部電力で約29,900戸、中国電力で約22,000戸の停電があった。

### 愛知県
愛知県では、8月28日から一部の地域で局地的な豪雨に見舞われた。
8月28日の日中には、豊橋市で豪雨を記録し、柳生川や内張川が氾濫し、182ヶ所の道路が冠水するなど被害を受けた。1,141世帯に避難勧告が出された。
8月28日夜から8月29日の未明かけては、額田郡幸田町で広田川が約40mにわたって決壊し、169世帯に避難勧告が出されたほか、床下浸水64戸、床上浸水55戸の被害が出た。また、26ヶ所で道路冠水し、田畑約210ヘクタールが水没した。このほか、知立市でも214世帯に避難勧告が出された。
名古屋市では道路冠水などが相次ぎ、南区や千種区などで約36万世帯に避難勧告を出した。28日22時50分から23時50分までの1時間降水量が120.0ミリを記録した一宮市では、日光川が氾濫し、280世帯に避難勧告が出された。このほか、名古屋市の小学校で雨漏りにより教室の天井の石膏ボードが落下し、生徒2人が負傷している。

#### 岡崎市
愛知県岡崎市では、8月29日1時から2時までの1時間降水量が146.5ミリを記録した。この記録は気象庁観測史上7位、8月の降水量としては1位で（統計期間10年以上の地点に限る）、平年の8月一ヶ月分の降水量を上回った。また、岡崎市設置の雨量計（中央総合公園に所在）では、152.5mmを記録した。
この結果、岡崎市内の広範囲で洪水が発生した。29日2時10分、岡崎市は全市域（約14万世帯37万6千人）に避難勧告を出し、県を通じて自衛隊の派遣を要請した。避難勧告は各地域の総代50人へ電話連絡により担当地域の全市民への通達を依頼し、その他、ケーブルテレビのミクスネットワークやラジオのエフエム岡崎を通じた発信を行った。しかし、エフエム岡崎の知名度が低く普段から聴いているリスナーが限られていることもあったり、発生時刻が深夜だったため、総代から全市民への連絡は届くはずもなく、降水のピークだった1時台を過ぎて冠水していた道路を避難所まで向かう危険性などから、実際に避難所へ避難した人はたったの51人だった（市民の中には、翌日になって初めて避難勧告が出ていた事を知ったという者も多かった）。
市内では、伊賀川・更紗川・小呂川・前田川・鹿乗川・占部川・砂川・乙川の9つの河川が氾濫し、竜泉寺川にかかる三河橋が崩落した。この雨による住宅被害は全壊4棟、半壊1棟、また床上浸水890棟、床下浸水1,610棟で、全体で2,500棟に達し、災害ごみも1,035tに達した。また、被害者としては、29日5時半ごろ警察や消防が伊賀町で浸水した民家から住民だった76歳の女性の遺体を発見し、31日8時ごろ約30km離れた愛知県南知多町の日間賀島にて釣り人が城北町に住んでいた80歳の女性の遺体を発見した。　　　　

### 東京都
8月28日夜から8月29日未明まで、東京都八王子市で激しい雨が降り、とりわけ浅川地区で大きな被害を出した。市全域では、全壊1棟、一部損壊4棟、床上浸水36棟、床下浸水151棟を記録した。また初沢川など6河川が氾濫し、163世帯に避難勧告を出した28日23時55分頃には、京王高尾線の高尾～高尾山口間で土砂崩れがあり、高尾山口発高幡不動行き上り各駅停車が脱線した。乗務員2人がいたが乗客はおらず、けが人はなかった。また、初沢川で氾濫した泥水が中央線高尾駅構内に流れ込み、駅機能が麻痺状態となり高尾周辺の鉄道網が寸断された。

## 影響

### 農作物
農林水産省の調査によれば、秋田県から広島県までの1都11こ県で12億4400万円の水稲、大豆、そばなどの農作物の被害があった。このほか、農業施設や林野、水産分野における被害額を合わせると、45億2000万円の損害があった。
東海農政局管内では、水稲1億9549万3千円、大豆等5460万9千円、野菜2949万6千円の被害が出た。施設、林野、水産分野を合わせた被害額は41億7266万8千円にのぼった。

### 鉄道
東海道新幹線は、8月28日に愛知県豊橋市の大雨により浜松～三河安城間で2度運転を見合わせ、上下20本が運休した。29日も昼に愛知県一宮市の大雨で名古屋～岐阜羽島間が、夜に横浜市の大雨で品川～小田原間で運転を見合わせ、上下10本が運休した。この遅れで乗り継ぎのできなかった乗客のために、東京駅と新大阪駅に「列車ホテル」が設けられた。
愛知県の鉄道は8月28日から運転見合わせが相次ぎ、多くの人が名古屋駅などで足止めを食らった。影響は翌日も続き、名古屋鉄道は始発から運休し、17時ごろに全線復旧するまで上下407本が運休した。JR東海道本線も三河三谷～三河安城間などで一時運転を見合わせた。また、近鉄名古屋駅は線路が冠水し、特急が運転を見合わせた。
28日23時55分頃、京王高尾線の高尾～高尾山口間で土砂崩れがあり、上り普通電車が脱線した。この脱線事故により京王線の電車が土砂崩れに巻き込まれ、1両が廃車となっている（京王8000系電車#8728編成を参照）。京王高尾線の北野〜高尾山口間は29日の始発から運休し、全線の復旧は30日となった。
JR東日本でも、8月29日に青梅線が線路点検などにより一部区間で運休。中央本線でも高尾駅の冠水でポイントが故障し、八王子～大月間が29日の始発から14時55分まで運転見合わせとなった。これにより中央本線では上下195本が運休、13万人に影響が出た。このほか、落雷の影響で東急東横線・目黒線やJR京葉線が一時運転を見合わせた。
また8月29日は、JR釧網本線の茅沼～細岡、JR花輪線の大館～鹿角花輪、三岐鉄道北勢線全線、養老鉄道養老線の養老～石津で運転が見合わるなど、影響は全国に及んだ。

## 対応

### 国・自治体

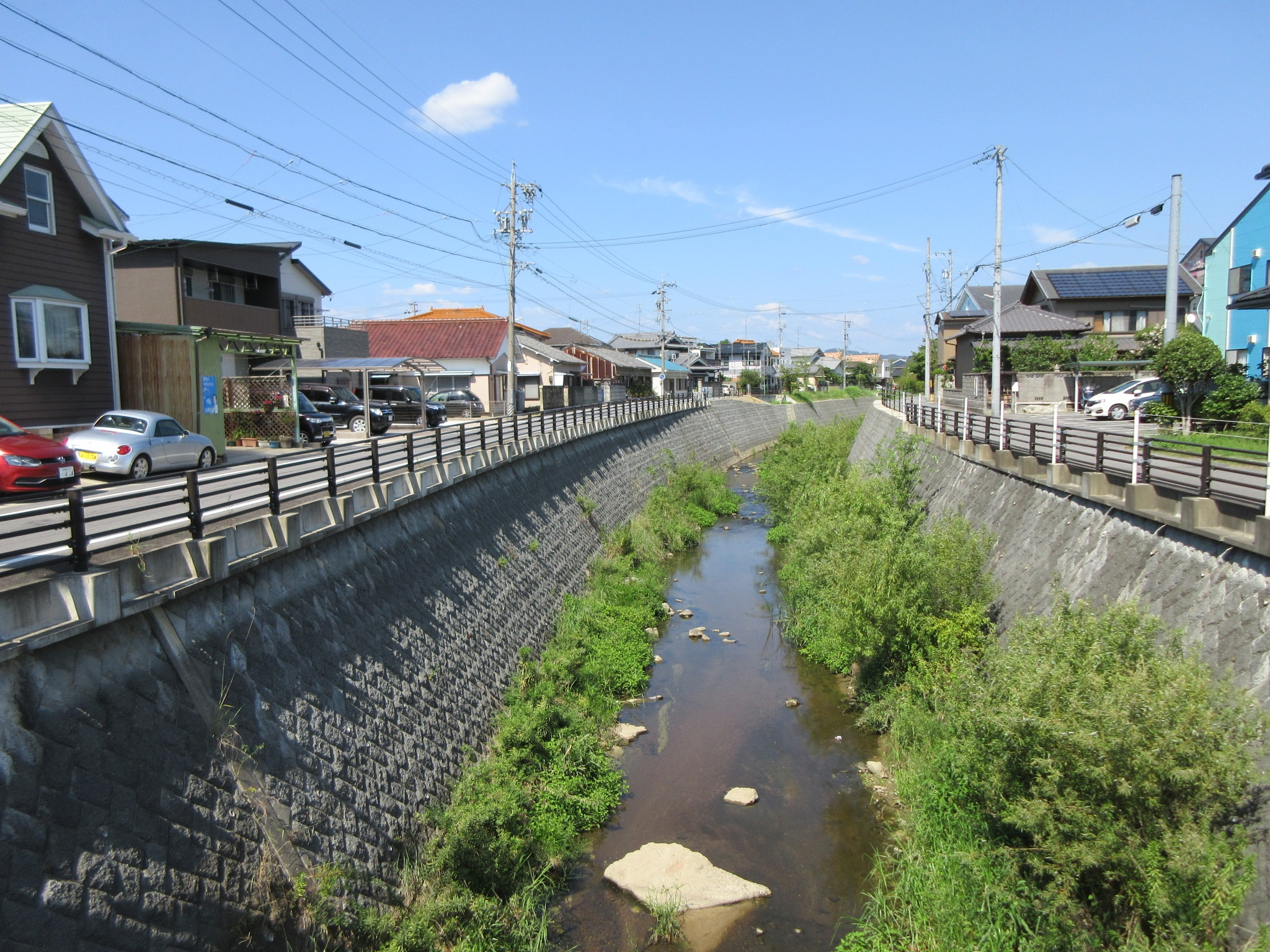
岡崎市では災害後、伊賀川、鹿乗川、広田川、占部川、砂川の5河川で拡幅および護岸工事が行われた。
写真は堤外家屋の移転と撤去もあわせて行われた伊賀川。

内閣府は8月28日16時、情報連絡室を設置。8月29日0時10分には国土交通省が警戒体制を敷いた。3時30分に政府は首相官邸内の危機管理センターに情報連絡室を設置し、警察庁が災害情報連絡室、消防庁が災害対策室を設置した。4時には、内閣府が災害対策室、厚生労働省が災害情報連絡室を設置した。8時30分に、法務省・農林水産省が災害情報連絡室を設置、9時30分に文部科学省も災害情報連絡室を設置した。13時には、林幹雄防災担当大臣を団長とする政府調査団12人を愛知県岡崎市と額田郡幸田町へ派遣した。
また、8月27日に徳島県が災害対策連絡本部を設置し、同日に解散。8月28日には、愛知県が災害対策本部を設置し、29日に第2非常配備体制へ移行、9月1日に第2非常配備準備体制に移行し、9月5日解散した。このほか、三重県は8月28日から30日にかけて、各日に災害対策本部を設置。岩手県も8月28日から30日の各日に災害警戒本部を設置している。愛媛県は8月29日に災害対策本部を設置した。このほか、1都1道16県で注意・警戒体制、非常配備等が敷かれた。
8月29日3時15分には、愛知県岡崎市日名町で一部住民が孤立したことから、愛知県知事から陸上自衛隊第10師団長に災害派遣要請があった。第10師団は200名を投入し、孤立住民の有無の調査と、土嚢を積むなどの水防措置を講じ、13時51分に愛知県知事から撤収要請が入った。このほか、8月30日に愛知県知事から第10特科連隊長に対し、額田郡幸田町の広田川の河川補修の災害派遣要請が出されたが、自治体との調整の結果、自治体だけで対処可能との判断により撤収した。
国土交通省は、8月29日に災害対策用ヘリコプターを出動させたほか、8月29日から9月3日にかけて幸田町の広田川氾濫箇所に排水ポンプ車と照明車を出動させた。このほか、福島県郡山市・須賀川市の阿武隈川、茨城県筑西市の小貝川、埼玉県川越市の排水機場、北葛飾郡栗橋町の利根川、愛知県西春日井郡春日町の五条川で、延べ排水ポンプ車15台、照明車5台が出動した。
愛知県は、名古屋市と岡崎市に災害救助法・被災者生活再建支援法を8月28日より適用した。
日本赤十字社は、9月3日から10月2日まで義援金を受け付けた。9月30日の時点で1,146件、1837万5186円の義援金が集まった。また、愛知県や愛知県共同募金会も同期間に義援金を受けつけた。結局、愛知県で2086万6785円、日本赤十字社愛知県支部で3380万8696円、愛知県共同募金会で1493万1658円、計6960万7139円が集まり、各被災者、市町村に配分された。

### 通信事業者等
携帯電話キャリアのNTTドコモ・KDDI（au）・ソフトバンクモバイルの3社は、9月1日まで災害用伝言板サービスを運用した。日本放送協会（NHK）は災害救助法の適用された愛知県名古屋市・岡崎市で半壊・床上浸水以上になった建物に受信機を設置して契約している受信料について、8月分と9月分の免除を行った。郵便事業・郵便局株式会社は、9月3日から10月2日まで被災者の差し出す通常郵便物の料金を免除したほか、9月3日から11月4日まで災害義援金を内容とする現金書留の料金を免除するなどの措置を講じた。

### 政治家の失言
首相就任前の麻生太郎が9月14日のJR名古屋駅前での自民党総裁選候補としての街頭演説の中で、この水害に関して「岡崎の豪雨は1時間に140ミリだった。安城や岡崎だったからいいけど、名古屋で同じことが起きたら、この辺全部洪水よ」と対策の不十分さに言及した。これに対し一部のマスコミが「被災地域を軽視している」として批判的に報道、岡崎市・安城市および岡崎市議会は麻生側に抗議文を郵送した。同17日、麻生側は「不用意な発言で不快な思いをさせたことをお詫びし、復旧についてできる限りのことをする」との趣旨の謝罪文を、岡崎市・安城市に送付した。